# Honda BR-V
Der Honda BR-V ist ein SUV des japanischen Automobilherstellers Honda, das auf dem Honda Mobilio basiert und in Schwellenländern wie Indien, Indonesien oder Südafrika verkauft wird. Die Abkürzung BR-V steht für Bold Runabout Vehicle.

## 1. Generation (2016–2023)
Im August 2015 wurde auf der Gaikindo Indonesia International Auto Show das Konzeptfahrzeug Honda BR-V Prototype vorgestellt. Ab Januar 2016 wurde das Serienfahrzeug als Fünf- oder Siebensitzer hauptsächlich in Südostasien eingeführt. Ab Oktober 2016 war die erste Generation auch in Südafrika erhältlich. Mitte 2018 erfolgte die Markteinführung in Mexiko.
Im April 2019 präsentierte Honda eine überarbeitete Version des BR-V.

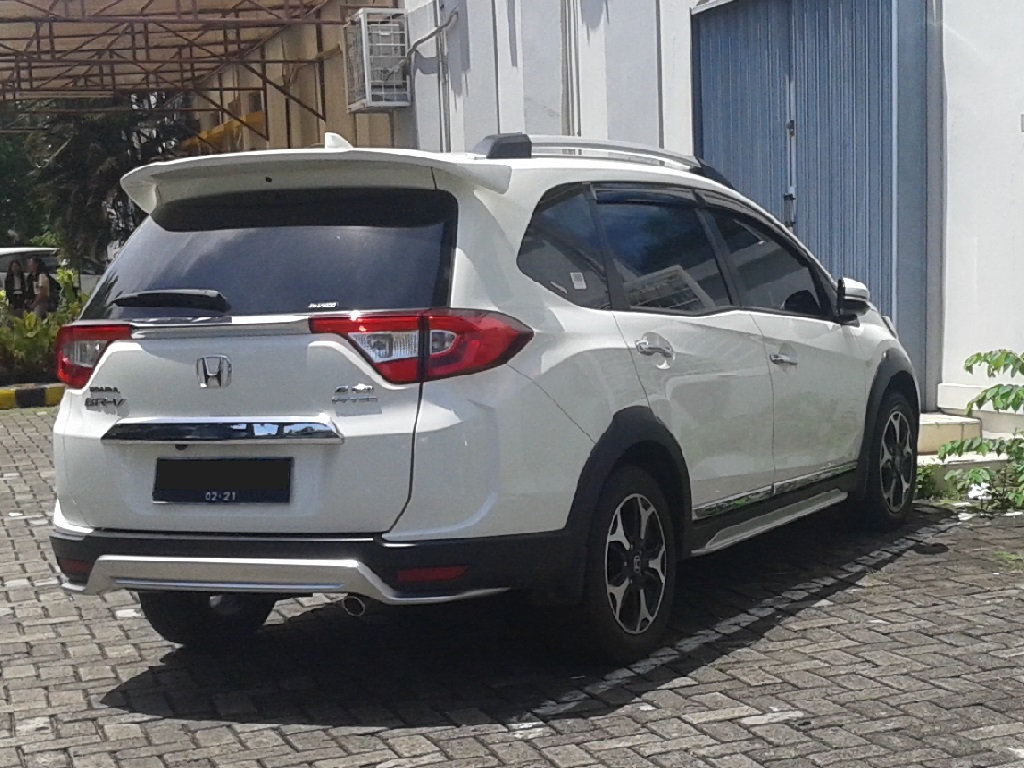
Heckansicht
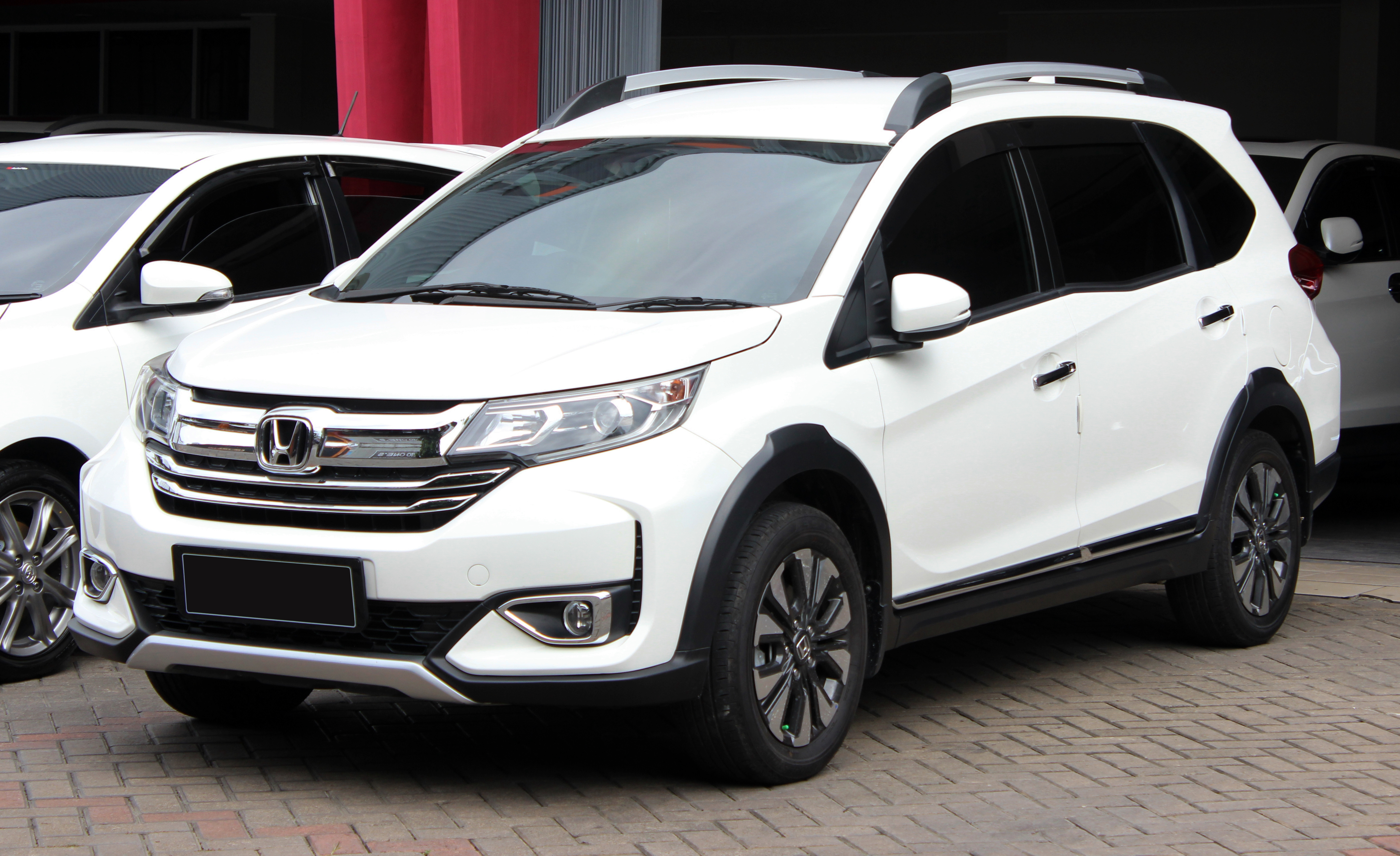
Honda BR-V (2019–2023)

### Technische Daten
Angetrieben wird das SUV von einem 1,5-Liter-Ottomotor mit 88 kW (120 PS). Der BR-V war nur mit Vorderradantrieb erhältlich. Serienmäßig war ein 6-Gang-Schaltgetriebe, optional ein stufenloses Getriebe verfügbar. Ausschließlich in Indien war zudem noch ein 1,5-Liter-Dieselmotor mit 74 kW (100 PS) im Handel.
|                                             | 1.5 i-VTEC                | 1.5 i-DTEC            |
| Bauzeitraum                                 | 01/2016–03/2023           | 05/2016–03/2020       |
| Motorkenndaten                              |                           |                       |
| Motortyp                                    | R4-Ottomotor              | R4-Dieselmotor        |
| Hubraum                                     | 1497 cm³                  | 1498 cm³              |
| max. Leistung bei min−1                     | 88 kW (120 PS) / 6600     | 74 kW (100 PS) / 3600 |
| max. Drehmoment bei min−1                   | 145 Nm / 4600             | 200 Nm / 1750         |
| Kraftübertragung                            |                           |                       |
| Antrieb, serienmäßig                        | Vorderradantrieb          | Vorderradantrieb      |
| Getriebe, serienmäßig                       | 6-Gang-Schaltgetriebe     | 6-Gang-Schaltgetriebe |
| Getriebe, optional                          | (Stufenloses Getriebe)    | —                     |
| Messwerte                                   |                           |                       |
| Höchstgeschwindigkeit                       | 160 km/h                  | k. A.                 |
| Beschleunigung, 0–100 km/h                  | 12,0 s (13,0 s)           | 15,0 s                |
| Kraftstoffverbrauch auf 100 km (kombiniert) | 6,5 l Super (6,3 l Super) | 4,6 l Diesel          |
| Tankinhalt                                  | 42 l                      | 42 l                  |

Werte in runden Klammern gelten für Modelle mit stufenlosem Getriebe.

## 2. Generation (seit 2021)
Die zweite Generation der Baureihe, der das Konzeptfahrzeug Honda N7X Concept vorausging, wurde im September 2021 vorgestellt. Sie kam zunächst in Indonesien auf den Markt. Weitere Märkte folgten später.

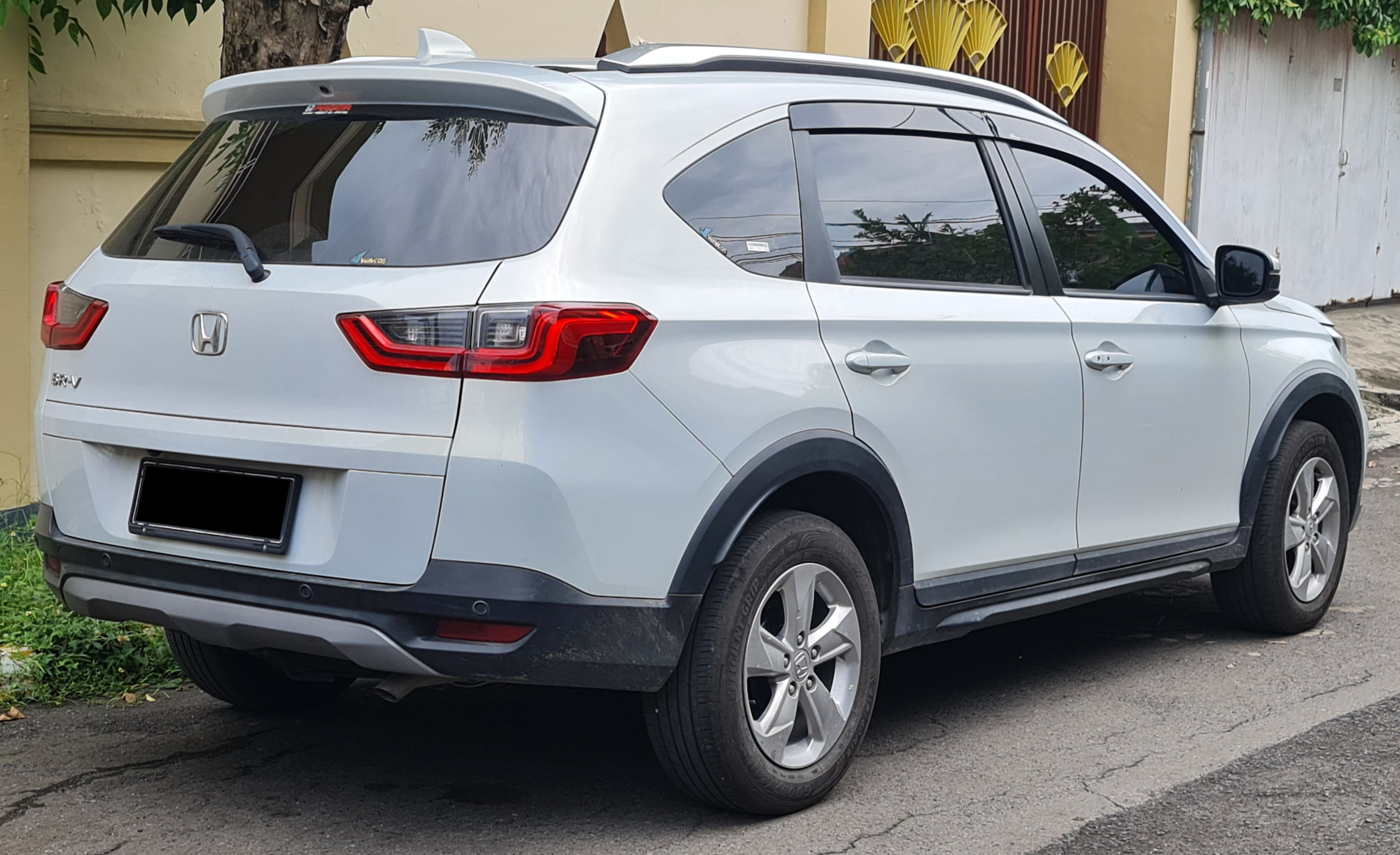
Heckansicht

### Technische Daten
Angetrieben wird die zweite Generation ausschließlich von einem 1,5-Liter-Ottomotor mit 89 kW (121 PS). Erneut ist ein 6-Gang-Schaltgetriebe serienmäßig. Optional wird wieder ein stufenloses Getriebe angeboten.
|                                             | 1.5 i-VTEC                |
| Bauzeitraum                                 | seit 09/2021              |
| Motorkenndaten                              |                           |
| Motortyp                                    | R4-Ottomotor              |
| Hubraum                                     | 1498 cm³                  |
| max. Leistung bei min−1                     | 89 kW (121 PS) / 6600     |
| max. Drehmoment bei min−1                   | 145 Nm / 4300             |
| Kraftübertragung                            |                           |
| Antrieb, serienmäßig                        | Vorderradantrieb          |
| Getriebe, serienmäßig                       | 6-Gang-Schaltgetriebe     |
| Getriebe, optional                          | (Stufenloses Getriebe)    |
| Messwerte                                   |                           |
| Höchstgeschwindigkeit                       | k. A.                     |
| Beschleunigung, 0–100 km/h                  | k. A.                     |
| Kraftstoffverbrauch auf 100 km (kombiniert) | 6,8 l Super (6,3 l Super) |
| Tankinhalt                                  | 42 l                      |